# 新生 (キリスト教)
新生（しんせい、英語: born again、regenerated）は、キリスト教用語では、個人の罪が赦され聖霊によって霊的に新たに生まれ変わること。この語はおもにプロテスタントの福音主義、福音派、キリスト教根本主義、聖霊派でおもに使われ、まれにエキュメニカル派でも使われることがある。
正教会、カトリック教会でも「（洗礼を通して）新しい人として生まれる」といった表現は使われ、英語では"born again"として記述されるが、「新生」という日本語表現は、両教派ではほとんど用いられない。

## 新生の聖書的根拠
聖書においてヨハネによる福音書3章5節で、イエス・キリストはユダヤのラビ、指導者ニコデモに霊的な新生が必要であることを説いている。

## 概念
いくつかのキリスト教の教派では、新生した者がクリスチャンであるとし、この語で明白にこれを表している。ボーン・アゲイン（新生）の語はアメリカ合衆国で一般的であり、宣教を通して世界中で使われるようになっている。なお、神学上、すべての真のクリスチャンは新生していると考えられる。
神学において救いの教理は、救済論（きゅうさいろん）と呼ばれる。使徒パウロは、新生は「新しい創造」であり、神の御業によって、罪深いかつての生活から解放されて、新しい歩みをし、聖霊によってキリストとの関係を与えられ、いのちある新しい生活を始める事が出来るという救済論を、教えている。

## 教派による「新生」の意義と取扱
新生の概念は、およそキリスト教ならすべての教派が持っているが、それを強調する教派はプロテスタントのうち歴史的に大覚醒、信仰復興運動に連なる福音派ならびに聖霊派である。

### 新生を強調する教派での理解
聖霊によって新たに生まれ、イエス・キリストと結合する霊的なバプテスマ（洗礼）を受けたことを指している。

#### 聖霊による新生
福音派および聖霊派では、十字架の福音を受け入れて信仰を告白し、聖霊によって新たに生まれた者のみがクリスチャンであると認める。そして、教会に出席して、洗礼を受けただけでは新生しないと教える。聖霊によって新生したクリスチャンは、自覚的な回心を経験するとされているが、これは必ずしも劇的な回心体験を意味していない。また、「新生は神の側のことで、回心とは人間の側のことである」と言われている。ジョナサン・エドワーズは、会衆に向かって「新生体験のない者は、神の怒りの下にある」と述べた。人が救われたことを指して新生の語を使う福音主義者、根本主義者、ペンテコステ派のクリスチャンは聖霊による新生と、個人的な回心経験を結びつける。この派のクリスチャンは、真のクリスチャンは回心を経験すると断言する。聖霊による新生を信じる教会においては、洗礼（バプテスマ）を受けて、教会員になる資格を持つ者は、新生した者のみである。

#### ウェスレアン系
ウエスレアン・アルミニアン神学を支持する教会（ホーリネス派やペンテコステ派)では、新生と区別して、新たに生まれ変わる体験「第二の回心」と「聖化」を強調している。ウエスレアン・アルミニアン神学を支持する教会では聖霊によるバプテスマ、聖霊のバプテスマとも言う。

##### ペンテコステ派
また、ペンテコステ派では、聖霊のバプテスマを受けた時に異言を受けることを強調する。

#### 聖霊によるバプテスマと聖霊のバプテスマ
新生は、イエス・キリストを信じた時に聖霊が自分の内に住むという聖霊の内住を表している。ただし、この理解をとる立場でも、聖霊のバプテスマの語は教派によって異なる使い方をされる場合がある。
福音派の指導者マーティン・ロイドジョンズと尾山令仁は、新生を「聖霊によるバプテスマ」とし、キリストによる「聖霊のバプテスマ」と区別しているが、必ずしも異言を伴うものとはしていない。ロイドジョンズの『栄えに満ちた喜び』は福音派と聖霊派の共通点を明らかにするものだといわれる。

#### ボーンアゲインを名称とする団体
新生を強調する宣教団体に、高校生向けの伝道団体Hi.B.A高校生聖書伝道協会（High School Born Again）がある。

### 新生を洗礼と結びつける教派での理解
正教会やカトリック教会、聖公会、ルーテル教会などの教派では、洗礼によって新たに生まれると理解する。
これについて、福音派は「洗礼による新生（洗礼による再生）」の理解は異端であるとして退けており、改革派教会によっても「洗礼による救い」は異端であると考えられている。また、プリンストン神学のチャールズ・ホッジは「洗礼を受けることを命ぜられていることは確かである。しかし此等は信仰によって服従する義務であって、救いの手段ではない」、「洗礼によって人は神の子とされ天国の世嗣となる、というようなことを教える者は非キリスト」であるとしている。
しかし、そもそも「洗礼によって新たに生まれる」と理解するこれら正教会やカトリック教会などの教派では「新生」の語そのものや「洗礼による新生」という表現が使われることはほとんどなく、強調もしていない。

#### 正教会
正教会においては、洗礼機密において、古い自分が死によみがえり新しい生命に生まれるとされる（ただし「新生」の日本語語彙はまず用いられない）。洗礼機密で使用される聖水は、それまでの自己欲・肉体・物質中心の生活を殺す水であり、新しい人を生み出す生命の水であるとされる。
洗礼を受け、ハリストス（キリスト）に結び合わされて新たに生まれ、聖神（聖霊）の恩賜を受け、信徒としてハリストスにある新しい生活に入り、神の肖を得ていく過程に入るとされる。

#### カトリック教会
カトリック教会では、洗礼について新約聖書の『テトスへの手紙』3章5節を根拠として「聖霊によって新しく生まれさせ、新たに作りかえる洗い」と表現し、「だれでも水と霊とによって生まれなければ、神の国に入ることはできない。」（『ヨハネによる福音書』3-5）としている。また、洗礼は救いに不可欠なものとしているが、「新生」という語・表現は使用されない。